# Cyril Nauth
Cyril Nauth   (Dijon, 19 de desembre de 1981) és un polític francès.

## Biografia
Membre del Front nacional (FN) a continuació Reagrupament Nacional, des de 2010. És alcalde de Mantes-la-Ville des de 2014 i conseller regional d'Illa-de-França des de 2015.
La llista que lidera guanya a Mantes-la-Ville durant les eleccions municipals de 2014, al final d'un quadrangular: amb 61 vots d'antelació, recull el 30,26% dels vots emesos davant l'alcalde sortint Monique Brochot (PS, 29,35%), la seva predecessora Annette Peulvast-Bergeal (esquerra diferent, 28,29%) i Eric Visintainer (diverses dretes, 12,09%). És el primer alcalde del FN a l'Île-de-France.